# Argema dubernardi
Argema dubernardi är en fjärilsart som beskrevs av Charles Oberthür 1897. Argema dubernardi ingår i släktet Argema och familjen påfågelsspinnare. Inga underarter finns listade i Catalogue of Life.